# Departamento de Cochabamba (Confederación Perú-Boliviana)
Cochabamba fue uno de los seis departamentos que conformaban el Estado Boliviano, perteneciente a la Confederación Perú-Boliviana.
Limitaba al norte y al este con el departamento de Santa Cruz, al oeste con los departamentos de La Paz y Potosí y al sur con el departamento de Chuquisaca.

## Historia
Cochabamba envió diputados al Congreso de Tapacarí de junio de 1836, en donde el gobierno boliviano al mando del general Andrés de Santa Cruz en donde acordaron que posterior a la intervención militar en Perú, dar el reconocimiento a la creación de la Confederación Peruano-Boliviana.
La Ley Fundamental de 1837, firmado en la ciudad de Tacna, con aprobación del autoproclamado supremo protector Andrés de Santa Cruz, reconoció a Cochabamba como un departamento fundador de la Confederación.
Una vez disuelta la Confederación Perú-Boliviana, el departamento de Cochabamba es el único del extinto país que mantiene sus límites territoriales otorgados durante el periodo confederado.

## Organización
Cochabamba estaba sujeto al Gobierno General, su gobernador era nombrado por el presidente del Estado, y este a su vez era nombrado por el supremo protector de turno. El gobernador estaba en la obligación de elegir representantes de su departamento para participar en las reuniones congresales, que eran ordenadas por el presidente del Estado boliviano.

## Territorio
En lo que respecta a su territorio, el moderno departamento boliviano de Cochabamba heredó las fronteras del periodo confederado y las mantiene intactas.